# Форсаж №19
«Форсаж № 19» (оригінальна назва англ. Vehicle 19, дослівно укр. Автомобіль 19) — американський кримінальний трилер режисера Макунди Майкла Д'ювела (також був сценаристом) 2013 року. У головних ролях Пол Вокер, Наїма МакЛейн.
Продюсуванням картини зайнялися Раян Гайдеріан і Пітер Сафран. Прем'єра фільму відбулась 7 лютого 2013 року у Бахрейні. В Україні прем'єра відбулася 2 травня 2013 року.

## Сюжет
Колишній ув'язнений Майкл Вудс, відсидівший у в'язниці строк за наїзд на людину, із США приїжджає у ПАР до своєї колишньої дружини і орендує авто, проте помилково вибирає не ту машину. Майкл випадково знаходить у авто телефон і пістолет. На телефон надходить дзвінок і на питання Майкла "чому у машині пістолет?", співрозмовник відповідає що він Детектив Сміт, Майкл випадково став учасником "спецоперації", коли переплутав авто і йому потрібно просто поміняти авто. В СМС Майклу надсилають адресу, де він має поміняти авто, але з багажника вивалюється зв'язана дівчина. По прибутті на місце обміну в промисловій зоні по авто починають стріляти і Майкл ледве втікає від переслідувачів. Виявляється, що дівчина Рейчел - прокурор і важливий свідок у справі про корупцію поліцейських, її викрали для того, щоб не дати їй можливості свідчити у суді. Рейчел потрібна допомога, щоб дістатися до судді Джеймса Мзуки, який погодився допомогти Рейчел побороти "зло у погонах" в їх місті. Знайомі Рейчел відмовляються їй допомогти, а детектив Сміт дзвонить Майклу і погрожує його дружині, яка працює в дипломатичному відділі посольства США, якщо Майкл не віддасть копам Рейчел. Майкл вирушає до посольства і в останній момент не дає викрасти дружину, але злочинці стріляють в авто і влучають у Рейчел. Дівчина спливає кров'ю і розуміє що їй не вижити, вона записує на диктофон свої свідчення і помирає. Майкл лишає тіло померлої Рейчел на парковці, зв'язується з суддею Мзукою і вирішує щоб не сталось доставити свідчення. Копи влаштовують полювання з перестрілкою на Майкла, який чудом дістається до будівлі суду. Біля будівлі суду Майкл захоплює в заручники журналіста з мікрофоном, який саме вів репортаж з оператором на вулиці. Майкл приставляє журналістові пістолет до голови і вимагає від охорони суду покликати суддю Мзуку, але з'являється детектив Сміт і забороняє охороні звати суддю. Охоронник суду запитує у Майкла що відбувається і пропонує його вислухати, але детектив Сміт не хоче давати Майклу жодної можливості висловитися. Майкл помічає, що журналіст і досі тримає в руках мікрофон і запитує чи він ще працює, отримавши підтвердження, дістає телефон із записом. Детектив Сміт стріляє в Майкла, він поранений сповзає на підлогу авто, але диктофон з показаннями Рейчел вже увімкнений і запис лунає у мікрофон. Наступним кадром показують, що у мінівені, на якому їздив Майкл, працівник прокату надіває чохол на залите кров'ю Рейчел сидіння і слухає радіо, де ведуча розповідає, що Майкл одужує в лікарні, президент оголосив його героєм і злочинну схему викрито і ліквідовано. А мінівен знову стоїть на парковці прокату.

## У ролях
| Актор           | Персонаж                               | Роль                                       |
| --------------- | -------------------------------------- | ------------------------------------------ |
| Пол Вокер       | Майкл Вудс (англ. Michael Woods)       | турист-іноземець, що орендує авто          |
| Наїма МакЛейн   | Рейчел Шабанґу (англ. Rachel Shabangu) | свідок у справі поліцейських-корупціонерів |
| Едріан Мазів    | Бенджі (англ. Benji)                   | журналіст                                  |
| Ґис де Вілліерс | Сміт (англ. Smith)                     | детектив                                   |
| Лейла Гейдеріан | Анджеліка Мур (англ. Angelica Moore)   |                                            |

## Критика
Станом на 29 квітня 2013 року рейтинг очікування фільму на сайті Rotten Tomatoes становив 100% із 114 голосів, на Kinopoisk.ru — 76% (3 486 голосів).